# Eodorcadion maurum
Eodorcadion maurum es una especie de escarabajo longicornio del género Eodorcadion, categorizada en la tribu Dorcadionini, de la subfamilia Lamiinae. Fue descrita por Jakovlev en 1889.

## Descripción
Mide 11,5-22 mm de longitud.

## Distribución
Se distribuye por Mongolia y Rusia.